# Grand Theft Hamlet
Grand Theft Hamlet è un documentario britannico del 2024 diretto dall'attore teatrale Sam Crane e da sua moglie Pinny Grills. 
Il documentario segue le vicende dei due attori teatrali Sam Crane e Mark Oosterveen, che durante il lockdown per la pandemia di COVID-19 decidono di mettere in scena una rappresentazione dell'Amleto all'interno della versione online del videogioco Grand Theft Auto. Il film stato girato come produzione machinima interamente all'interno del videogioco e gli attori hanno recitato attraverso i loro avatar nel gioco.

## Trama
Sam Crane e il suo amico Mark Oosterveen, due attori rimasti disoccupati a causa della pandemia di COVID-19, trascorrono gran parte del loro tempo giocando a Grand Theft Auto Online. Dopo essere fuggiti dalla polizia nel gioco, si ritrovano davanti al Vinewood Bowl, la versione GTA dell'Hollywood Bowl dove prendono la decisione di mettere in scena una rappresentazione teatrale dell'Amleto all'interno del videogioco. Crane interpreterà il ruolo principale di Amleto mentre Oosterveen il consigliere Polonio.
Il documentario racconta tutti i passaggi, partendo dalle audizioni per trovare il resto del cast e passando alle rappresentazioni dell'opera in vari luoghi del mondo virtuale, fino allo spettacolo finale.

## Distribuzione
La première mondiale del film ha avuto luogo il 10 marzo 2024 al South by Southwest Film Festival. Nell'agosto 2024 è stato presentato al New Zealand International Film Festival. Nell'ottobre 2024 è stato proiettato all'Hamptons International Film Festival, al Sitges Film Festival e al Film Festival Cologne.  Il film ha fatto il suo debutto in sala nel Regno Unito il 6 dicembre 2024. Il 17 gennaio 2025, Grand Theft Hamlet è uscito nelle sale cinematografiche statunitensi. Il 21 febbraio 2025 è stato reso disponibile all'interno della piattaforma di streaming online MUBI.

## Accoglienza

### Critica
Il film ha avuto un ottimo riscontro critico, su Rotten Tomatoes, il 93 percento delle recensioni è positivo. Su Metacritic , il film ha ricevuto un metascore di 82 punti su 100.
Nella sua recensione per Filmstarts, Sidney Schering ha elogiato il film definendolo un appello contro i tagli alla cultura, definendolo uno dei migliori film visti nel 2024. Su Empire, Jordan King, ha dato al film 4 stelle su 5 lodando lo sforzo degli autori per realizzarlo

## Riconoscimenti

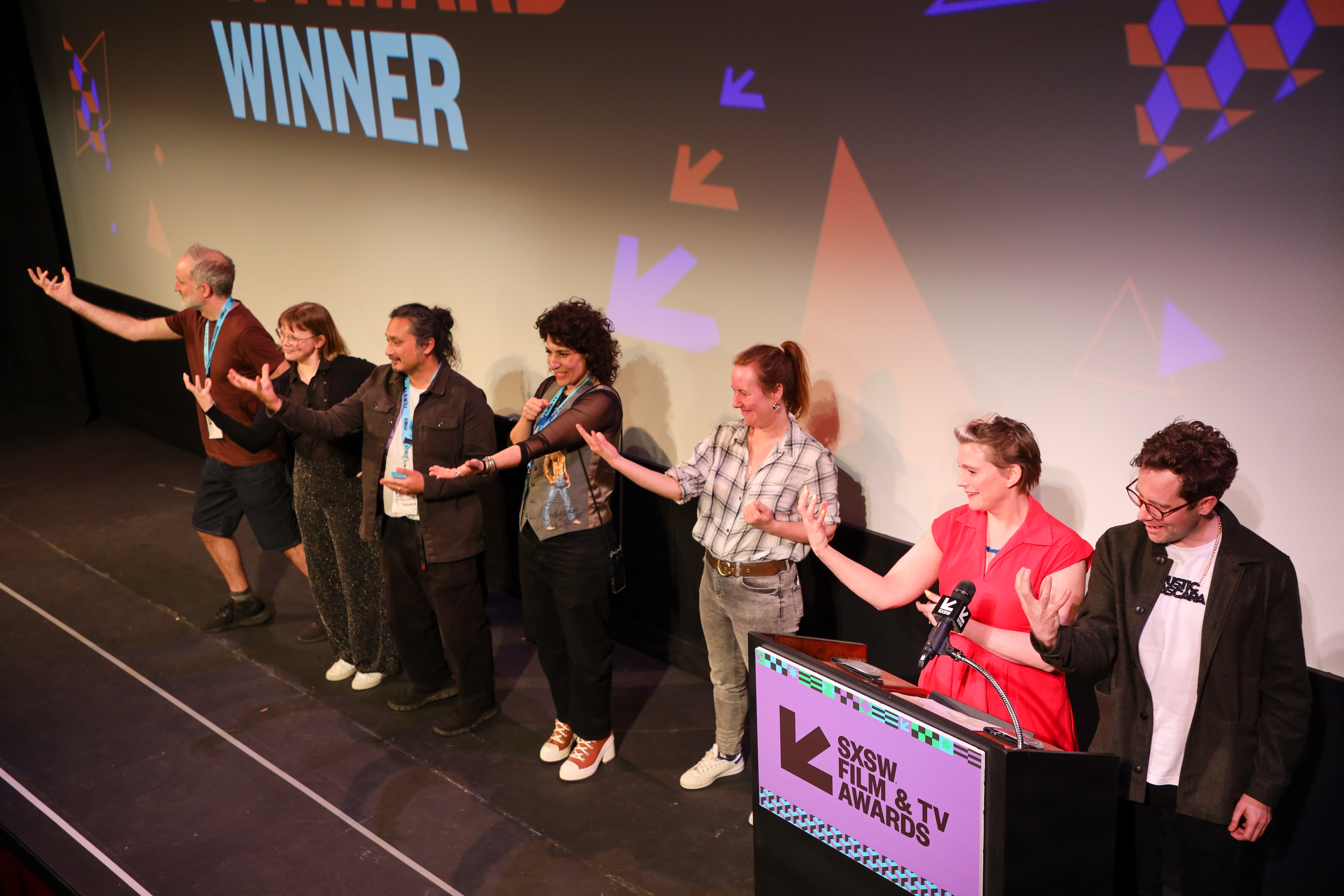
Il cast ai SXSW Film Awards 2024

- Il cast ai SXSW Film Awards 2024South by Southwest Film Festival 2024
  - Grand Jury Award per il miglior documentario

- British Independent Film Awards 2024[9][10]
  - Miglior debutto alla regia a Pinny Grylls e Sam Crane
  - Premio Raindance Maverick a Pinny Grylls, Sam Crane, Julia Ton e Rebecca Wolff
  - Candidatura al miglior documentario
  - Candidatura al miglior giovane produttore a Rebecca Wolff

- Cinema Eye Honors 2024
  - Candidatura al miglior film d'esordio[11]

- Festival Internazionale del Cinema di Hamptons
  - Candidatura a miglior documentario

- Premi cinematografici del London Critics' Circle[12]
  - Candidatura a miglior documentario

- Festival del cinema di Sitges 2024[13]
  - Premio della giuria Carnet Jove per il miglior documentario